# Дадиани, Самсон Платонович
Самсон Платонович Дадиани (груз. სამსონ პლატონის ძე დადიანი, 23 декабря 1886, Моиданахе, Самегрело — Земо-Сванети — 10 декабря 1937, Тбилиси) — грузинский юрист и политик, член Учредительного собрания Грузии.

## Биография
Из княжеского рода Дадиани: праправнук мтавара Мегрелии Кации II. Сын князя Платона Александровича (1846—1905) и княгини Саломе Давидовны (урождённой княжны Пагава; 1855 — ?).
Окончил грузинскую гимназию в Тифлисе. Получил юридическое образование в Императорском Санкт-Петербургском университете. Был членом Социалистической федералистской революционной партии Грузии с 1908 года.
Во время революционных событий 1905 года крестьяне убили отца Платона Дадиани.
С 12 марта 1919 года избран членом Учредительного собрания Демократической Республики Грузия в списке Социалистическо-федералистской революционной партии Грузии. В 1921 году, после советизации Грузии, остался в Грузии и присоединился к движению сопротивления. Был несколько раз арестован по различным обвинениям. Вместе с Осико Бараташвили и Кириллом Нинидзе защищал группу священнослужителей Грузинской православной церкви в 1924 году.
При обсуждении в Комитете независимости Грузии вопроса об антисоветском восстании в августе 1924 года, он отказался участвовать в восстании, хотя членам Социалистической федералистской партии было разрешено действовать по своему усмотрению.
Арестован в 1937 году и по обвинению в принадлежности к контрреволюционной организации 10 декабря приговорен к смертной казни. Расстрелян в ночь на 11 декабря.

## Семья
Был женат на княжне Нине Соломоновне Гедеванишвили (1885 — ?). Отец Цотне (1910—1988) и дед Самона (род. 1943).